# Лунго

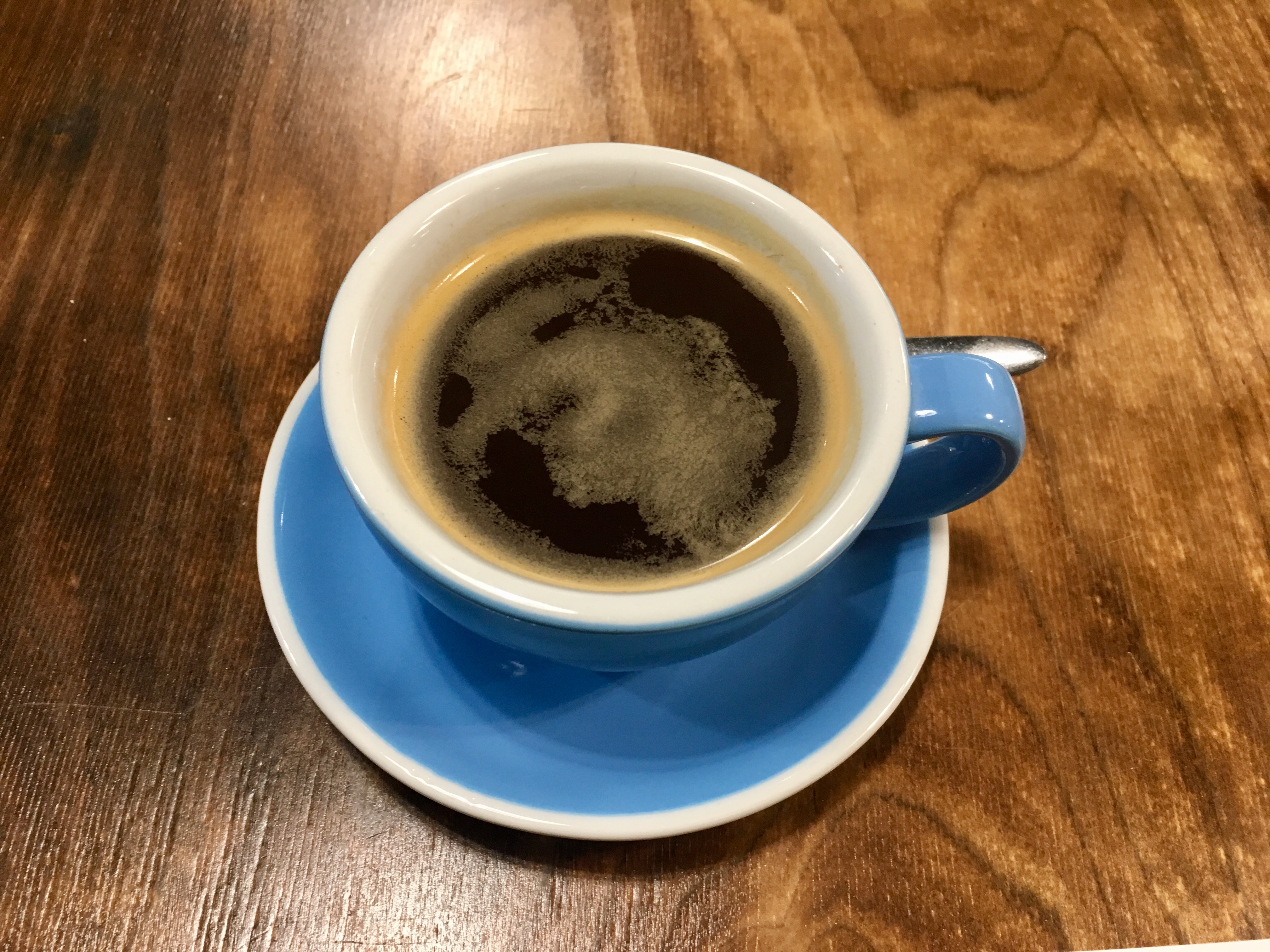
Лунго с лёгкой пенкой

Лунго (итал. lungo — «долгий») — напиток из кофе, приготовленный с помощью кофемашины по аналогии с эспрессо, но с большим количеством воды. Пролив воды через кофейную таблетку для приготовления лунго будет длиться дольше, чем в случае приготовления эспрессо.
Вкус лунго менее насыщенный, более горький по сравнению с эспрессо. Это связано с тем, что дополнительный объём горячей воды, проходящий через молотый кофе, извлекает компоненты, которые обычно остаются нерастворёнными и не попадают в напиток. В частности, лунго содержит больше кофеина, чем эспрессо.
Не стоит путать лунго с американо (когда в эспрессо добавляется горячая вода) и с лонг-блэком (когда эспрессо наливается в кружку с горячей водой). При приготовлении лунго, как и эспрессо, вся жидкость проливается через кофейную массу, а не добавляется позже.